# Demnia (Naráyiv)
Demnia (ucraniano: Де́мня) es un pueblo de Ucrania, perteneciente al municipio rural de Naráyiv, en el raión de Ternópil de la óblast de Ternópil.
En 2001, el pueblo tenía una población de 133 habitantes.
Se ubica en la periferia septentrional de Pidvysoke, sobre la carretera E50 que lleva a Berezhany.

## Historia
Antes de la formación del actual municipio de Naráyiv en 2019, el pueblo era una pedanía del consejo rural de Pidvysoke, en el raión de Berezhany.